# Costa Banzare
La costa Banzare (centrata alle coordinate 67°00′S 126°00′E) è una porzione della costa della Terra di Wilkes, in Antartide. In particolare, la costa Banzare si estende tra capo Morse (66°15′S 130°10′E), a est, a est, e capo Southard (66°32′S 122°05′E), a ovest, e confina a est con la costa di Clarie e a ovest con la costa di Sabrina.
Davanti alla parte occidentale della costa, si estende la piattaforma di ghiaccio Università di Mosca che, partendo dalla baia di Paulding, nella costa Banzare, procede poi verso ovest fino al ghiacciaio Totten, nella costa di Sabrina. Sempre davanti a questa costa, tra la baia di Paulding e capo Goodenough, più a est, è presente la piattaforma di ghiaccio Voyeykov.

## Storia
La costa Banzare fu avvistata per la prima volta durante un volo effettuato nel corso della spedizione BANZARE (1930-31) comandata dal capitano Douglas Mawson che le diede il suo attuale nome basandosi sull'acronimo del nome ufficiale della spedizione: British-Australian-New Zealand Antarctic Research Expedition.